# Lower Keys
Les Lower Keys constituent un archipel américain du golfe du Mexique situé dans le sud de la Floride. Partie du comté de Monroe accueillant son siège, Key West, cet archipel relève de celui des Keys, qui comprend également les Middle Keys et les Upper Keys, plus au nord.

## Climat
| Mois                              | jan. | fév. | mars | avril | mai  | juin  | jui.  | août  | sep.  | oct.  | nov. | déc. |
| --------------------------------- | ---- | ---- | ---- | ----- | ---- | ----- | ----- | ----- | ----- | ----- | ---- | ---- |
| Température minimale moyenne (°C) | 18   | 19   | 21   | 22    | 24   | 26    | 26    | 26    | 26    | 24    | 22   | 19   |
| Température moyenne (°C)          | 21   | 22   | 23   | 25    | 27   | 28    | 29    | 29    | 28    | 27    | 24   | 22   |
| Température maximale moyenne (°C) | 24   | 24   | 26   | 27    | 29   | 31    | 32    | 32    | 31    | 29    | 27   | 25   |
| Précipitations (mm)               | 63,5 | 41,9 | 45,7 | 53,8  | 98,6 | 137,7 | 104,4 | 139,2 | 160,8 | 116,3 | 66,5 | 56,9 |